# Lilium pensylvanicum
Lilium pensylvanicum ("Ezosukashiyuri エゾスカシユリ") es una especie herbácea, perenne y bulbosa perteneciente a la familia de las liliáceas.  Se distribuye en forma silvestre por las islas de Hokkaidō, Sajalín, en Siberia y en el noreste de China.

## Características
Flor de temporada con época de floración de mediados de junio a julio. 
La longitud de la planta es de aproximadamente 20 a 90 cm. La flor es de color naranja principalmente. Los tépalos presentan manchas más oscuras.

## Distribución en Japón
Se encuentran en forma silvestre abundantemente en la Península Notsuke. Cerca de la ciudad Betsukai, en julio, en los "jardines de la bandada de grullas" se pueden ver a muchos fotógrafos buscar las mejores instantáneas de la floración de los "Ezosukashiyuri", como se la conoce popularmente a esta especie en idioma japonés..
A la ciudad Koshimizu Shari, en la isla de Hokkaidō, se la conoce como la ciudad de las flores Ezosukashiyuri. 
En la lengua ainu se las denomina como "Masarorunpe" y que es también la lámpara utilizada en la alimentación.

## Sinonimia
- Lilium dauricum Ker Gawl., Bot. Mag. 30: t. 1210 (1809).
- Lilium spectabile Link, Enum. Hort. Berol. Alt. 1: 321 (1821), nom. illeg.
- Lilium catesbaei Kunth, Enum. Pl. 4: 264 (1843), nom. illeg.
- Lilium formosum Lem., Ill. Hort. 12: t. 459 (1865).
- Lilium wilsonii T.Moore, Florist & Pomol. 1868: 192 (1868).
- Lilium bulbiferum subsp. dauricum (Ker Gawl.) Baker, Gard. Chron. 1871: 1034 (1871).
- Lilium bulbiferum var. wilsonii (T.Moore) Baker, J. Roy. Hort. Soc. 4: 43 (1873).
- Lilium dahuricum Reuthe, Gartenflora 41: 476 (1891).
- Lilium maculatum subsp. dauricum (Ker Gawl.) H.Hara, J. Jap. Bot. 38: 249 (1963).
- Lilium maculatum var. dauricum (Ker Gawl.) Ohwi, Fl. Jap., ed. rev.: 1438 (1965).
- Lilium sachalinense Vrishcz, Novosti Sist. Vyssh. Rast. 1968: 48 (1968).[3]